# Дионисий IV Муселимис
Дионисий IV Константинополски (на гръцки: Διονύσιος Δ´) е вселенски патриарх избиран 5 пъти (1671-73, 1676-79, 1682-84, 1686-87 и 1693-94). 

## Биография
През януари 1672 г. се провежда църковен събор под председателството на Дионисий в Константинопол. Свикан е заради конфесионалните спорове между католици и калвинисти във Франция. И двете страни се опитват да докажат, че тяхната вяра е споделяна от православните църкви. Съборът дава отговори на теологически въпросите за християнските тайнства и по други аспекти на църковното учение, обсъждани на събора (първороден грях, оправдание по благодатта, нуждата от епископско достойнство и т.н.).
По време на третия и четвъртия патриархат Дионисий е въвлечен в случая с томоса за подчинението на Киевската митрополия на московския патриарх - по настоятелните искания на бъдещия киевски митрополит Гедеон Светополк-Четвертински и на хетмана Иван Самойлович от Москва до Константинопол е изпратен гръцкия посланик Захария Иванов (Софир), за да издейства томоса за прехвърлянето на Киевската митрополия към Московската патриаршия. Патриарх Яков отказва да даде съгласие без разрешението на османския велик везир. В същото време посланиците на хетмана Иван Самойлович - Иван Лисица и писара Никита Алексеев отиват в Константинопол с грамоти от московския патриарх Йоаким и царете Иван V и Петър I и молят за одобрението за прехвърлянето на киевската митрополия в юрисдикцията на Москва и за препотвърждаване на връчването на митрополит Гедеон. Посланиците апелират към великия везир който по това време е в Адрианопол. Научавайки за това йерусалимският патриарх Доситей II неохотно се съгласява с това решение, допринасяйки за получаване на одобрението от Дионисий, който отива до Одрин, за да му потвърди от властта следващия избор за вселенски патриарх - от великия везир. На 5 юни 1686 г. Дионисий връчва на руските посланици благодарствени писма отправени към царете, московския патриарх, хетмана и киевския митрополит, според които той прехвърля с томос диоцеза на киевската митрополия на московския патриарх и потвърждава предаването ѝ на митрополит Гедеон.
Дионисий е протеже на Константин Бранковяну. Погребан е в манастира Раду Вода.